# ユスフ・ヌルキッチ
ユスフ・ヌルキッチ（Jusuf Nurkić, 1994年8月23日 - ）は、ボスニア・ヘルツェゴビナ・トゥズラ県ジヴィニツェ出身のプロバスケットボール選手。NBAのユタ・ジャズに所属している。ポジションはセンター。

## 経歴
18歳でクロアチアに航り、2012年にKKツェデヴィタ・ザクレブでプロデビュー。新人として出場機会を得ることができず、2013年にKKザダルへ期限付きで移籍した。
2年目のシーズンで平均10.9得点、5.0リバウンドを記録し、出場時間こそ増えたものの、ファウルトラブルとコンディショニングの問題を抱え、わずか16.3分の出場に止まった。2014年のFIBAヨーロッパ年間最優秀若手選手賞にノミネートされた。

### デンバー・ナゲッツ
2014年のNBAドラフトにて1巡目全体16位でシカゴ・ブルズから指名され、その後にトレードでデンバー・ナゲッツへ放出された。7月31日にナゲッツとのルーキー契約に合意した。
2015年1月にティモフェイ・モズコフが移籍した頃から先発に定着。1月1日のシカゴ・ブルズ戦でキャリア初のダブル・ダブルとなる10得点、10リバウンドを記録したが、チームは101-106で敗れた。2月のライジング・スターズ・チャレンジに、スティーブン・アダムズの代役として世界選抜チームの一員として選出されたものの、個人的な理由で出場を辞退した。シーズン終盤に頭角を現しNBAオールルーキーセカンドチームに選出された。5月20日に左ひざ膝蓋腱の部分的手術を行った。
手術からの回復に時間を要したため、開幕から2カ月出遅れた2016年1月に復帰し、4月8日のサンアントニオ・スパーズ戦でシーズンハイとなる21得点を記録した。ヌルキッチが不在の間ニコラ・ヨキッチが台頭したため、出場機会が減少した。
10月31日のトロント・ラプターズ戦で18リバウンドを記録。しかし、2016年12月中旬からヨキッチが先発センターに定着。ベンチ降格になったヌルキッチは状況に不服を示し12月にトレードの要求を申し出た。また、8か月前の4月にもトレードを要求しており、これが2回目の申し出だった
。

### ポートランド・トレイルブレイザーズ

#### 2016 - 2019シーズン（故障以前）
2017年2月13日にメイソン・プラムリー、2018年のドラフト2巡目指名権、金銭とのトレードでポートランド・トレイルブレイザーズへ移籍した。移籍後スターターに定着したヌルキッチは、3月9日のフィラデルフィア・76ers戦でシーズンハイとなる20リバウンドを含む28得点、8アシスト、6ブロックを記録し、NBA入り後初の20-20を達成した。なお、1試合で28得点・20リバウンド・8アシスト・6ブロック以上を記録したのは、チャールズ・バークレーに次いでNBA史上2人目であった。同月28日の古巣ナゲッツ戦でキャリアハイとなる33得点を含む16リバウンドを記録し、チームは122-113で勝利した。4月1日に右足の骨折により残りのレギュラーシーズンを全休した。プレーオフ1回戦のゴールデンステート・ウォリアーズ戦の第3試合目に復帰するも、わずか2得点に終わった。
11月24日のブルックリン・ネッツ戦で29得点、15リバウンドを記録し、チームは127-125で辛勝した。このシーズン、チームはプレーオフに進出したが、第1回戦でニューオーリンズ・ペリカンズにスウィープで敗れた。

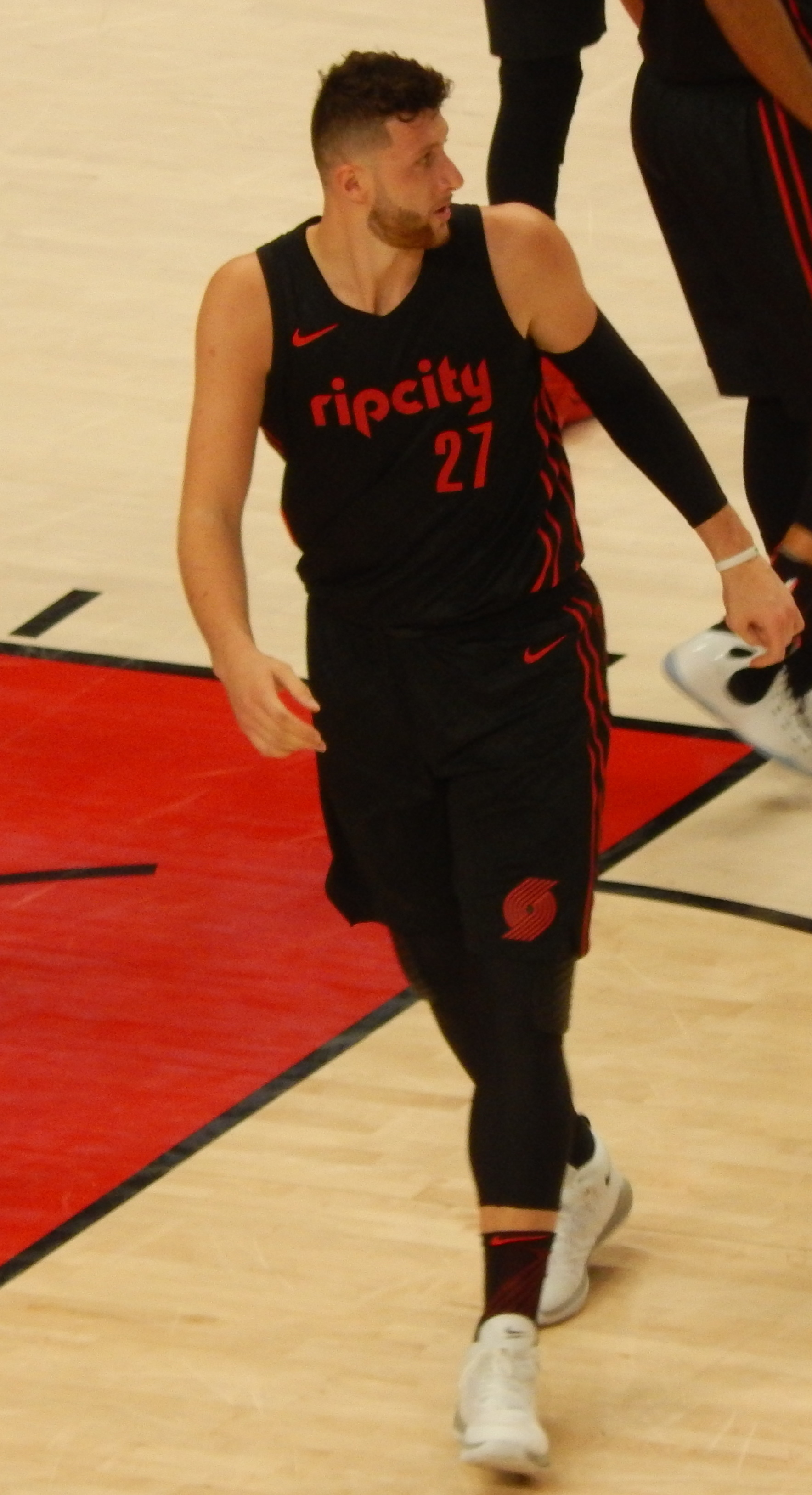
2018年2月のヌルキッチ

2018年7月6日にブレイザーズとの4年総額4800万ドルの再契約に合意した。11月11日のボストン・セルティックス戦から20日のニューヨーク・ニックス戦にかけて、キャリア最高となる5試合連続のダブル・ダブルを達成した。12月27日のゴールデンステート・ウォリアーズ戦で27得点、12リバウンドを記録し、チームは延長戦の末に110-109で辛勝した。
2019年1月1日のサクラメント・キングス戦でシーズンハイとなる23リバウンドを含む24得点、7アシスト、5ブロック、5スティールを記録し、NBA史上11人目となるファイブ・ファイブズを達成。上述の成績を1試合で残した史上初の選手となった。1月11日のシャーロット・ホーネッツ戦で30分の出場ながら11得点、11リバウンド、8アシスト、6ブロックを記録し、このスタッツラインを30分の出場で達成した史上3人目の選手となった。1月16日のクリーブランド・キャバリアーズ戦で自身初のトリプル・ダブルとなる10得点、10リバウンド、10アシストを記録し、チームは129-112で勝利した。

#### 2019シーズン - （故障後）
2019年3月25日、ダブルオーバータイムにもつれ込む接戦となったネッツ戦でシーズンハイの32得点を記録する中2OTの残り2分22秒に左脛骨と腓骨の複雑骨折という重症の故障を負った。様々な記録を達成するなどキャリア最高のシーズンを送っていたが、この負傷によって残りのシーズンの全休を余儀なくされた。
負傷から11カ月後の2020年3月15日に復帰が予定されていたが、シーズン中断により復帰は先送りされた。7月31日のメンフィス・グリズリーズ戦で1年4カ月ぶりに復帰し、18得点、9リバウンド、6ブロックを記録し、チームは延長戦の末に140-135で勝利した。
2021年1月14日のインディアナ・ペイサーズ戦で右手首を骨折し、3月26日の復帰戦となるオーランド・マジック戦で8得点、8リバウンドを記録した。4月23日のメンフィス・グリズリーズ戦でシーズンハイとなる26得点を記録したが、チームは128-130で惜敗した。
2022年1月6日のマイアミ・ヒート戦の第4クォーター中にタイラー・ヒーローと口論になり試合から退場し、両者に2万5000ドルの罰金が科せられた。1月22日のセルティックス戦で決勝ゴールを含む29得点、17リバウンドを記録した。3月22日、2日前に行われたペイサーズ戦の後に観客のスマートフォンをスタンドに投げ入れたとし、4万ドルを科せられた。3月28日に足底筋膜炎によりシーズンを全休することが発表された。7月6日にブレイザーズとの4年総額7000万ドルの再契約に合意した。

### フェニックス・サンズ
2023年9月27日にデイミアン・リラード、ドリュー・ホリデーらが絡む大型トレードにより、グレイソン・アレン、キーオン・ジョンソン、ナシール・リトルらと共にサンズへ移籍した。
2024年3月3日のオクラホマシティ・サンダー戦でキャリアハイかつフランチャイズ記録を更新する31リバウンドを含む14得点、4アシストを記録したが、チームは110-118で敗れた。

### シャーロット・ホーネッツ
2025年2月6日、バシリエ・ミチッチ、コディ・マーティン、2026年のドラフト2巡目指名権とのトレードで、2026年のドラフト1巡目指名権と共にシャーロット・ホーネッツへ移籍した。

### ユタ・ジャズ
2025年6月29日、コリン・セクストンと2030年のドラフト2巡目指名権とのトレードでユタ・ジャズに移籍した。

## 個人成績

### NBA

#### レギュラーシーズン
| シーズン  | チーム | GP  | GS  | MPG  | FG%  | 3P%  | FT%  | RPG  | APG | SPG | BPG | TO  | PPG  |
| --------- | ------ | --- | --- | ---- | ---- | ---- | ---- | ---- | --- | --- | --- | --- | ---- |
| 2014–15   | DEN    | 62  | 27  | 17.8 | .446 | .000 | .636 | 6.2  | .8  | .8  | 1.1 | 1.4 | 6.9  |
| 2015–16   | DEN    | 32  | 3   | 17.1 | .417 | .000 | .616 | 5.5  | 1.3 | .8  | 1.4 | 1.7 | 8.2  |
| 2016–17   | DEN    | 45  | 29  | 17.9 | .507 | ---  | .496 | 5.8  | 1.3 | .6  | .8  | 1.8 | 8.0  |
| 2016–17   | POR    | 20  | 19  | 29.2 | .508 | .000 | .660 | 10.4 | 3.2 | 1.3 | 1.9 | 3.1 | 15.2 |
| 2016-17計 | POR    | 65  | 48  | 21.4 | .507 | .000 | .571 | 7.2  | 1.9 | .8  | 1.1 | 2.2 | 10.2 |
| 2017–18   | POR    | 79  | 79  | 26.4 | .505 | .000 | .630 | 9.0  | 1.8 | .8  | 1.4 | 2.3 | 14.3 |
| 2018–19   | POR    | 72  | 72  | 27.4 | .508 | .103 | .773 | 10.4 | 3.2 | 1.0 | 1.4 | 2.3 | 15.6 |
| 2019–20   | POR    | 8   | 8   | 31.6 | .495 | .200 | .886 | 10.3 | 4.0 | 1.4 | 2.0 | 2.4 | 17.6 |
| 2020–21   | POR    | 37  | 37  | 23.8 | .514 | .400 | .619 | 9.0  | 3.4 | 1.0 | 1.1 | 2.0 | 11.5 |
| 2021–22   | POR    | 56  | 56  | 28.2 | .535 | .268 | .690 | 11.1 | 2.8 | 1.1 | .6  | 2.6 | 15.0 |
| 2022–23   | POR    | 52  | 52  | 26.8 | .519 | .361 | .661 | 9.1  | 2.9 | .8  | .8  | 2.3 | 13.3 |
| 2023–24   | PHX    | 76  | 76  | 27.3 | .510 | .244 | .640 | 11.0 | 4.0 | 1.1 | 1.1 | 2.3 | 10.9 |
| 2024–25   | PHX    | 25  | 23  | 23.7 | .454 | .322 | .696 | 9.2  | 1.9 | .9  | .6  | 2.5 | 8.6  |
| 2024–25   | CHA    | 26  | 9   | 18.1 | .497 | .283 | .627 | 6.5  | 2.6 | .7  | .7  | 1.5 | 9.2  |
| 2024-25計 | CHA    | 51  | 32  | 20.8 | .477 | .305 | .664 | 7.8  | 2.3 | .8  | .7  | 1.9 | 8.9  |
| 通算      | 通算   | 590 | 490 | 24.3 | .501 | .285 | .667 | 8.8  | 2.5 | .9  | 1.1 | 2.1 | 11.8 |

#### プレーオフ
| シーズン | チーム | GP | GS | MPG  | FG%  | 3P%  | FT%  | RPG  | APG | SPG | BPG | TO  | PPG  |
| -------- | ------ | -- | -- | ---- | ---- | ---- | ---- | ---- | --- | --- | --- | --- | ---- |
| 2017     | POR    | 1  | 1  | 17.0 | .333 | .000 | ---  | 11.0 | 4.0 | .0  | 1.0 | 3.0 | 2.0  |
| 2018     | POR    | 4  | 4  | 23.5 | .487 | ---  | .818 | 8.0  | 1.0 | 1.5 | 1.3 | .8  | 11.8 |
| 2020     | POR    | 5  | 5  | 32.2 | .439 | .273 | .783 | 10.4 | 3.6 | 1.4 | .2  | 2.6 | 14.2 |
| 2021     | POR    | 6  | 6  | 28.8 | .545 | .200 | .720 | 10.3 | 2.7 | .5  | 1.2 | 2.3 | 13.2 |
| 2024     | PHX    | 4  | 4  | 25.9 | .500 | .000 | .455 | 8.3  | 2.8 | 1.5 | 1.5 | 1.5 | 7.8  |
| 通算     | 通算   | 20 | 20 | 27.4 | .489 | .211 | .714 | 9.5  | 2.7 | 1.1 | 1.0 | 2.0 | 11.5 |

### ユーロリーグ
| シーズン | チーム         | GP | GS | MPG | FG%  | 3P%   | FT%  | RPG | APG | SPG | BPG | PPG | PIR |
| -------- | -------------- | -- | -- | --- | ---- | ----- | ---- | --- | --- | --- | --- | --- | --- |
| 2012-13  | KKツェデヴィタ | 6  | 0  | 3.7 | .625 | 1.000 | .000 | .7  | .0  | .2  | .5  | 1.8 | 2.0 |
| 通算     | 通算           | 6  | 0  | 3.7 | .625 | 1.000 | .000 | .7  | .0  | .2  | .5  | 1.8 | 2.0 |

## タイトル・表彰・記録
- NBAオールルーキーセカンドチーム：2014-15
- ファイブ・ファイブズ：1回（2019年1月1日、史上11人目）

## 背番号
- 23（2014 - 2017年、ナゲッツ時代）
- 27（2017年 - 2023年、ブレイザーズ時代）
- 20（2023年 - 2025年、サンズ時代）
- 11（2025年 - 現在）

## 代表チームでの経歴
ボスニア・ヘルツェゴビナ代表としてユーロバスケット2022に出場している。